# Mavka. Zâna pădurii
Mavka. Zâna pădurii (în ucraineană Мавка. Лісова пісня, transliterat: Mavka. Lisova pisnea) este un film fantastic de animație 3D ucrainean. A fost realizat în 2023 de către studioul de film Animagrad (parte din The Film. UA Group). Filmul este adaptat după piesa de teatru scrisă de Lesea Ukrainka, Cântecul pădurii, și înfățișează personaje din mitologia slavă și ucraineană. Regia este semnată de Oleksandra Ruban și Oleh Malamuzh.
Acțiunea filmului se desfășoară în două dimensiuni: una magică și una omenească. Tema principală este povestea de dragoste dintre un spirit al pădurii (Mavka) și un om (Lukas) și lupta lor împotriva personajului negativ, Kylina, care vrea să fure din pădure apa din izvorul fermecat.
Mavka. Zâna pădurii a fost lansat în Ucraina pe 2 martie 2023. Filmul a înregistrat o serie de recorduri naționale în perioada de lansare în cinematografe, dintre care titlul de filmul ucrainean cu cele mai mari încasări din întreaga istorie a producțiilor ucrainene independente și s-a clasat pe lista celor mai bune douăzeci de filme din istoria cinematografului ucrainean.
Mavka. Zâna pădurii a fost dublat în engleză și în alte 32 de limbi locale și a fost lansat în cinematografe din aproximativ 140 de țări. În timpul lansării în Ucraina, versiunea originală în limba ucraineană a fost difuzată simultan și în alte țări.

## Rezumat
Povestea începe cu un flashback despre copacul magic numit Sursa Vieții, ce se află în străvechea pădure fermecată. Sursa Vieții își folosește puterea pentru a hrăni întreaga pădure și pe toți locuitorii ei. Într-o zi, un om a reușit să străbată Muntele Întunecat și să pătrundă în Pădurea Fermecată. Acest om era proprietarul unei fabrici de cherestea și venise aici pentru a-l ruga pe gardianul pădurii, Lesh, să-i dea un strop de apă din Sursa Vieții, deoarece era singura cale de a o salva de la moarte pe fiica sa nou-născută. Lesh s-a înduioșat de povestea omului și i-a dat un strop de apă, însă acel om s-a întors apoi în pădure cu o oaste întreagă pentru a lua el toată puterea magică. A urmat o luptă cruntă, din care Lesh a ieșit învingător, însă cu mari pierderi pentru semenii lui. După această întâmplare, a dat o lege nouă prin care s-a interzis accesul oamenilor în pădure și a blocat pentru totdeauna drumul din Muntele Întunecat.
În zilele noastre, o nimfă virtuoasă pe nume Mavka se trezește din somnul ei de iarnă și aduce la viață fiecare creatură din Pădure, împreună cu prietenul ei gălăgios pe nume Hush și cu însoțitorul ei, pisicuța-broasca, Swampy. Toți locuitorii pădurii sărbătoresc sosirea primăverii.

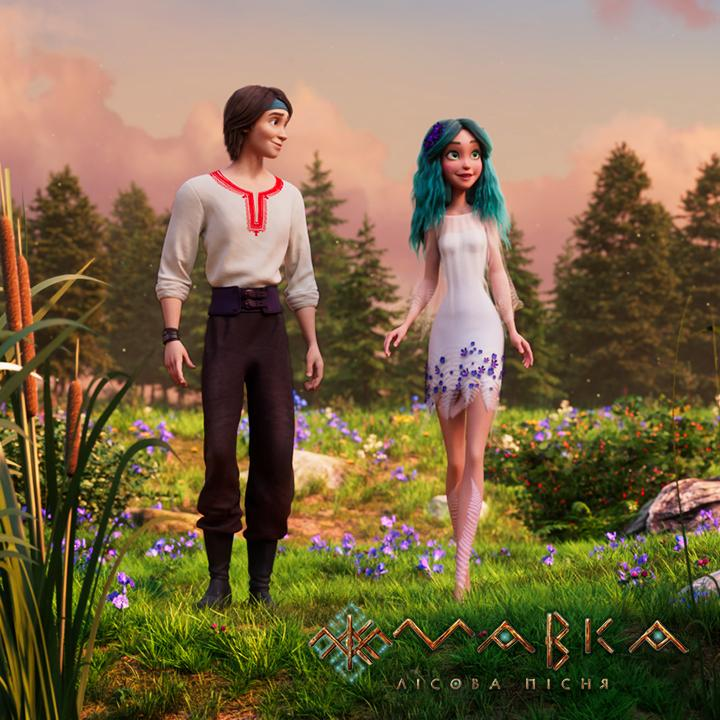
Mavka și Lukas

Între timp, într-un sat situat în apropiere de Pădurea Fermecată, sosește o femeie pe nume Kylina și se prezintă drept fiica și moștenitoarea proprietarului fabricii de cherestea. Ea le propune sătenilor să meargă în Muntele Întunecat în schimbul unei sume uriașe de bani, dar ei refuză deoarece cred că în pădure sunt demoni și alte spirite rele. Un tânăr muzician pe nume Lukas are nevoie de bani pentru a cumpăra medicamente pentru unchiul său bolnav, Leo, așa că acceptă slujba. Kylina îi ordonă să găsească un copac special în Pădurea Fermecată.
În adâncul Pădurii Vrăjite, Lesh anunță că Spiritele Supreme vor alege un nou gardian în Inima Pădurii, deoarece puterile lui au început să slăbească. Ondina, o nimfă de apă, consideră că Mavka este nedemnă pentru această misiune, fiind mult prea blândă și bună cu toată lumea.
Mavka îl zărește pe Lukas și încearcă să-l sperie, însă după ce-l ascultă cântând la flaut, rămâne fermecată de talentul lui muzical. Mavka îl crede că are nevoie de un leac pentru unchiul lui bolnav și acceptă să-l ajute, la fel și Hush, deși nu prea bucuros, însă amândoi au încredere că Lukas va pleca apoi imediat. Lukas îi promite Mavkăi să îi cânte. În timp ce merg împreună prin pădure, cei doi tineri încep să se îndrăgostească.
La miezul nopții, Lesh îi convoacă la Copacul Magic pe locuitorii pădurii, unde vine și Lukas deghizat. Spiritele o aleg pe Mavka să fie noul gardian al pădurii, deși Ondina se opune. Lukas îi ia apărarea Mavkăi, însă atunci Ondina își dă seama de înșelătoria lui și este alungat din pădure. Mavka îl ajută pe Lukas să fugă din pădure și îi dă un strop din Sursa Vieții pentru unchiul lui, însă el nu mai are timp să-i cânte așa cum îi promisese. Ondina o ceartă că l-a lăsat să scape și o avertizează că până la urmă el o va trăda. Când Lukas se întoarce, Kylina nu este convinsă că s-a întors cu mâinile goale, așa că îi ordonă slujitorului ei, Frol, să-l supravegheze. Leacul dăruit de Mavka îl vindecă pe unchiul Leo și îl întinerește. Frol găsește frunza specială din copac, confirmând că Lukas a găsit-o, iar Kylina plănuiește să-l urmărească atunci când se va întoarce în pădure.
A doua zi, Mavka vede că Lukas și-a pierdut flautul în pădure, așa că se deghizează în om și merge în sat, împreună cu Swampy, pentru a-i înapoia flautul și a face pace cu oamenii. Lukas o invită la festivalul primăverii din sat și ea acceptă. Acolo, el îi dăruiește o cămașă tradițională, vyshyvanka, precum și un pandantiv făcut de el, cu patru rune care simbolizează elementele naturii. După ce dansează, Lukas vrea să-și țină promisiunea și cântă pentru Mavka, însă din greșeală îi trădează deghizarea și tot satul vede că este o nimfă a pădurii. Profitând de ocazie, Kylina îl încuie pe Lukas în subsolul conacului și îi asmute pe săteni împotriva fetei. Mavka este salvată de Lesh. Lesh îi povestește ce a pățit el cu mulți ani în urmă și cum a folosit Scânteia Furiei, o forță pirokinetică încredințată lui de către Spiritul Suprem al Focului, Cel ce Sălășluiește în Stâncă, ceea ce i-a permis să înfrângă oastea condusă de proprietarul fabricii de cherestea. Însă totul a avut un preț, și anume imesa sa putere. Îi mai spune că relația dintre oameni și pădure este un ciclu fără sfârșit de foc și moarte.
Kylina vrea să-l convingă pe Lukas să marcheze pe hartă locația Sursei Vieții, dar el refuză. Când își dă seama că Mavka a fost prinsă de Kylina, Lukas acceptă și prea târziu înțelege că, de fapt, Frol se deghizase în Mavka. Kylina vrea să-l înece pe Lukas în subsol și îi asmute pe săteni să atace pădurea. Mavka încearcă să-i explice Kylinei ce s-a întâmplat cu tatăl ei, proprietarul fabricii de cherestea, și cum astfel ea a fost salvată de pădure. Atunci Kylina îi mărturisește că ea nu este fiica acestuia, ci soția sa. Ea îl convinsese să mintă că are o fiică bolnavă și ea plănuise atacul din trecut asupra pădurii din cauza egosimului și dorinței de a dobândi nemurirea și frumusețea veșnică. Apoi o păcălește pe Mavka spunându-i că Lukas a folosit-o pentru a ajunge la Sursa Vieții și a obține banii. Mavka crede acum că toți oamenii sunt răi. Izbucnește o luptă între oameni și spiritele pădurii. Mavka, îndurerată, îl roagă pe Cel ce Sălășluiește în Stâncă să-i încredințeze Scânteia Furiei și îi promite că va plăti prețul cu propria viață. Puterea Scânteii este mult prea mare, o face pe Mavka să-și piardă empatia și să alunge și oamenii și spiritele pădurii. O furtună cumplită de foc se năpustește peste sat.
Hush, Swampy și Dot, câinele lui Lukas, îl salvează pe Lukas de la înec și împreună se grăbesc să o împiedice pe Mavka să distrugă satul. Lukas își dă seama că Mavka nu îl poate auzi, așa că îi cîntă la flaut și toți sătenii i se alătură pentru a o trezi pe Mavka din transă și a opri distrugerea. În final reușesc, însă Mavka e aproape moartă și Lukas încearcă disperat să o readucă la viață. În timp ce sufletul ei plutește în neant, Mavka află că Lukas nu a trădat-o niciodată. Cel ce Sălășluiește în Stâncă susține că spiritele au ales bine când au numit-o pe Mavka gardianul pădurii, căci ea a apropiat oamenii de vietățile pădurii, însă pentru că ea însăși a ales să plătească cu viața, va rămâne pentru totdeauna în neant. Mavka refuză, spunând că inima ei e plină de ceva ce nu va muri în veci. Impresionate de puterea fetei, Spiritele Supreme o readuc la viață. Mavka și Lukas se sărută și își mărturisesc dragostea. Sătenii și locuitorii pădurii acceptă să trăiască în pace.
În scena postgeneric, o vedem pe Kylina bătrână, care găsește Sursa Vieții. Fericită, se scufundă în apa magică și în câteva minute se transformă într-un copil.

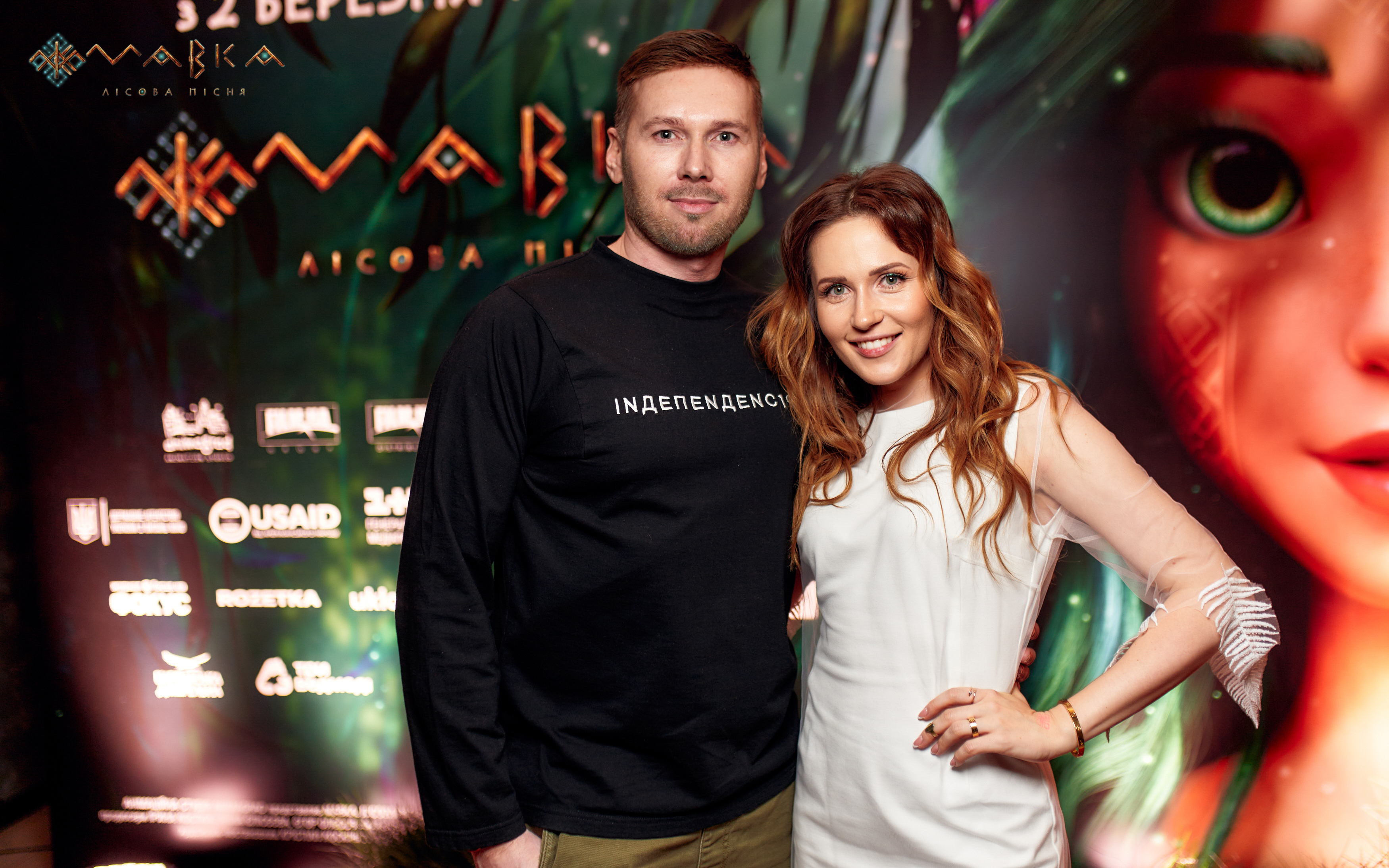
Natalka Denysenko

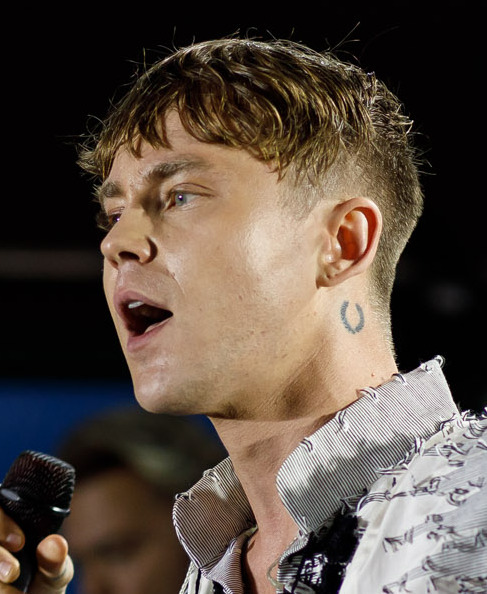
Artem Pyvovarov

## Distribuție vocală

### Distribuție ucraineană
Filmul a fost dublat în ucraineană de Studioul Șoroukino. Echipa de dublaj a fost formată din Laiti Biriukova, Dmîtro Mîalkovskîi; traducere - Anna Pașcenko și Alina Haevska. Producător a fost Kateryna Braikovska.
- Natalka Denîsenko - Mavka
- Katerîna Kuhar și Taisia Hvostova (mișcări și expresie facială), în timp ce Hrîstîna Solovi interpretează două dintre melodiile lui Mavka.[26][27]
- Artem Pîvovarov - Lukas
- Olena Kraveț - Kylina
- Serhii Prîtula - Frol
- Oleh Mîhailiuta - Leo, unchiul lui Lukas
- Natalia Sumska – Vindecătorului
- DakhaBrakha (o trupă de muzică folk ucraineană) - prietenii lui Lucas, muzicienii din sat Nina, Iryna, Olena și Marko
- Mîhailo Homa - Huș
- Iulia Sanina - Ondina, o sirenă
- Nazar Zadniprovskîi - Leș
- Oleh Skrîpka - Cel ce Sălășluiește în Stâncă
- Nina Matviienko în rolul naratorului
- Andrio Mostrenko - Erick și Dereck
- Katerîna Osadcea - diferite femei

### Distribuție în limba engleză
Procesul de dublare în limba engleză originală pentru lansarea internațională a avut loc în studioul „3beep” din New York. Producătorul de dublare și directorul artistic este Tom Wayland. Personajele principale au fost dublate de:
- Laurie Hymes - Mavka
- Eddy Lee - Lukas
- Sarah Natochenny - Kîlina
- Tom Wayland - Frol
- Scottie Ray în rolul Leului
- Marc Thompson - Huș și Leș
- Nikki Thomas - Ondina
- Mike Pollock - Cel ce Sălășluiește în Stâncă
- Marca Leigh - Narator și Vraci

H.D. Quinn, Alyson Leigh Rosenfeld, Christian Sanford și Sarah Smithton au oferit interpretări vocale suplimentare. Scenariul a fost adaptat pentru versiunea în limba engleză de Jeffrey Hilton.

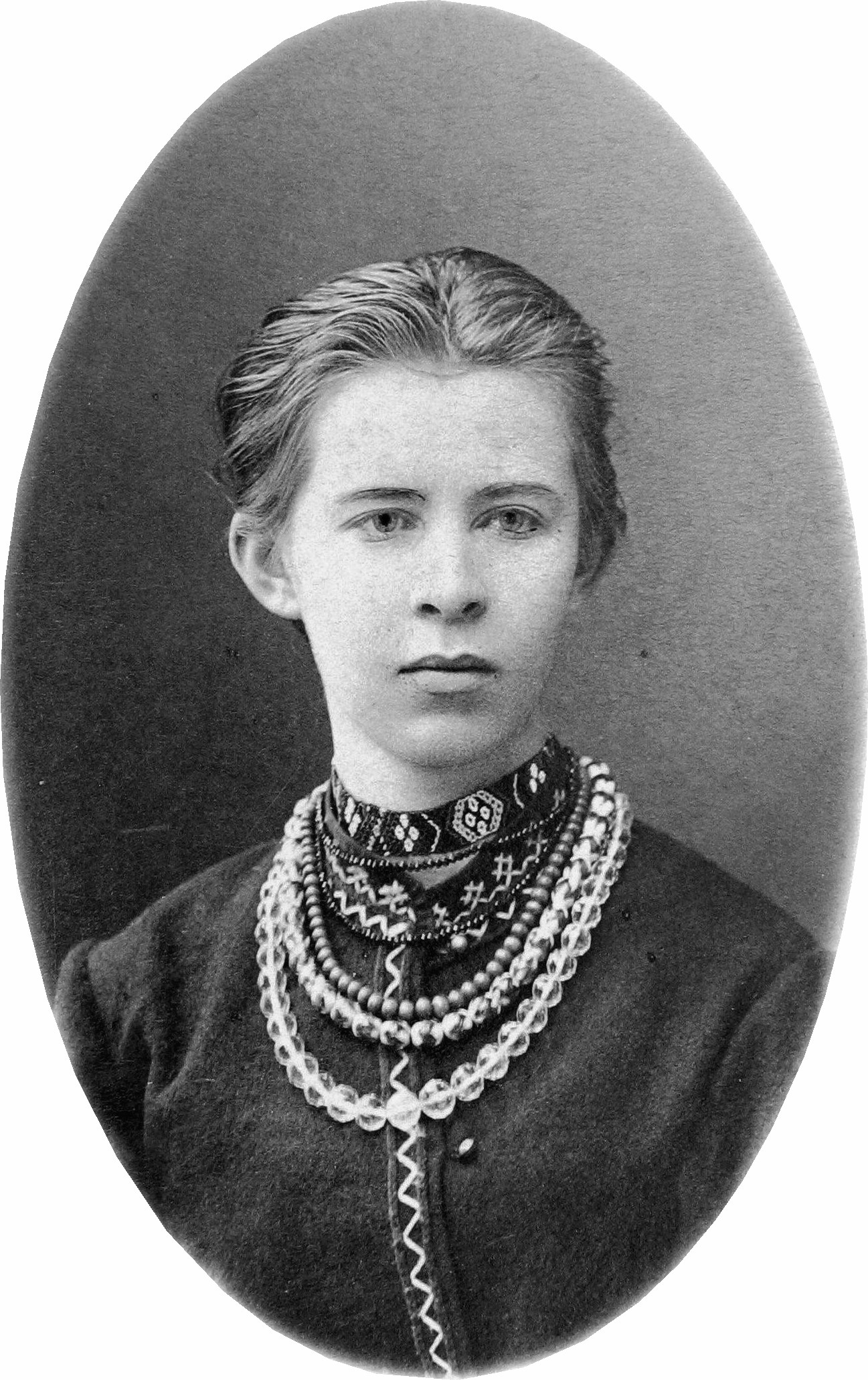
Lesea Ukrainka, autoareai piesei Cântecul pădurii care a stat la baza filmului

## Creație
Prima idee de a crea filmul de animație pe baza piesei de teatru Cântecul pădurii a apărut în 2014. Producătoarea Iryna Kostiuk menționează că Serhiy Sozanovskiy, co-fondatorul companiei „Film.UA Group”, a fost unul dintre cei care l-au propus.
Schița oficială a fost scrisă în 2014. Până în 2015 doar au fost selecționate scenariile depuse. În septembrie 2015, serviciul de presă al companiei „Film.UA Group” a declarat că va începe producția filmului de animație pe baza piesei clasice Cântecul pădurii de Lesea Ukrainka. Inițial, creatorii au fost de acord să adapteze piesa într-o animație pentru toată familia, să aducă un sfârșit fericiti și să abordeze teme de ecologie. În 2016, proiectul a ajuns în stadiul dezvoltării profunde și s-a început scrierea scenariului. Producătorii au lucrat la poveste și au încercat să coopereze cu diferiți autori. Mai târziu, scenaristul Yaroslav Voitsesheck s-a alăturat echipei de proiect. În septembrie 2016, acest proiect a câștigat a noua competiție a Agenției de Film de Stat din Ucraina și a primit finanțare de la stat în valoare de 24,5 miliarde de grivne.
Primul teaser al proiectului a fost prezentat în 2017. În martie 2017, producătorii „Film.UA Group” și „Animagrad” au participat la prima prezentare internațională a filmului Mavka. Zâna pădurii într-unul dintre cele mai mari forumuri de animație din Europa, „Cartoon Movie”. Evenimentul s-a desfășurat la Bordeux, în Franța, iar Ucraina a fost reprezentată acolo pentru prima dată. În timpul sondajului tradițional din cadrul forumului, mulți participanți au numit acest film cel mai bun dintre 50 de proiecte. Producătorii au colectat feedback de la marile companii de pe piața filmelor de animație, cum ar fi The Walt Disney Company, The International Animated Film Association (ASIFA), Canal+, TF1 International, Super RTL și altele. În paralel cu acest eveniment, scenariul era în curs de redactare, precum și înfățișarea și reprezentarea personajului Mavka.
În 2018 a început procesul de creare a animației 2D, care a durat până la sfârșitul anului 2019.

### Producție
Activitatea de cercetare pentru a realiza imaginea personajului Mavka a durat un an. După aceea, s-a discutat mult despre diverse detalii: magie, haine, creativitate, comportament. În opinia lui Christian Koskinin, directorul artistic al filmului de animație, a fost nevoie de 3 ani pentru a finaliza reprezentarea Mavkăi și nu a fost un proces simplu.
În 2020, echipa de proiect a intenționat să lucreze la sunetul filmului. Deși autorii nu au putut face acest lucru în procesul standard din cauza pandemiei de COVID-19, procesul nu a fost oprit. Engleza a devenit limba principală a proiectului și procesul de sincronizare a buzelor a fost creat și pentru limba engleză. Înregistrarea de probă a coloanei sonore a avut loc în New York, SUA (în perioada de vârf a blocajelor COVID-19). Compania „3beep” a ajutat la partea tehnică: în colaborare cu studioul „Postmodern” au realizat sistemul de înregistrare cu acces la distanță. Conform spuselor lui Egor Olesov, înregistrarea sonoră a durat câteva săptămâni. În ciuda versiunii de probă, unele dintre voci au rămas în varianta finală și nu au fost modificate, în special în ceea ce privește personajele secundare. Mai târziu a avut loc selecția actorilor care au dublat personajele principale, pentru versiunile în engleză și în ucraineană. După aceasta, a început procesul de producție a filmului de animație în 3D.
Astfel, în 2021, proiectul se afla în stadiul de lucru la machete, animație și organizare a scenelor finale. De asemenea, producția tuturor elementelor 3D era în curs de finalizare. În februarie 2021 a avut loc lansarea celui de-al doilea teaser-trailer al viitorului film animat, unde Mavka a fost prezentată într-o formă nouă și actualizată. Potrivit spuselor Annei Yeliseeva, noul design al Mavkăi a devenit unul „sălbatic, mai din pădure”. Majoritatea telespectatorilor potențiali au criticat o astfel de schimbare. Trailerul oficial al versiunii ucrainene a apărut pe rețelele de socializare în data de 20 decembrie 2021. Potrivit trailerului, premiera filmului de animație urma să aibă loc pe 29 decembrie 2022. Per total, 400 de oameni au lucrat la producția filmului Mavka. Zâna pădurii.
În momentul invaziei Rusiei în Ucraina, proiectul se afla în stadiul final de dezvoltare. În contextul războiului, unii membri din echipa de producție se aflau pe teritoriul ocupat temporar al Ucrainei, iar unii dintre ei s-au alăturat Forțelor Armate ale Ucrainei. De asemenea, planul de acțiuni de marketing pentru cea mai apropiată lună și-a pierdut relevanța la scară largă. Cu toate acestea, aproximativ o săptămână a fost suficientă pentru studioul de producție pentru reorganizarea procesului de dezvoltare și munca a continuat. În ciuda condițiilor militare grele, realizatorii filmului au anunțat că proiectul va fi finalizat în conformitate cu planul de dinainte de război, în cel de-al patrulea trimestrul al anului 2022.
Al doilea trailer oficial a fost prezentat pe 1 februarie 2023 de studioul „Film.UA Group”. Pe melodia „Mova Vitru” („Cântecul vântului”) interpretată  de Khrystyna Soloviy și Artem Pyvovarov, a fost redată Mavka pe timp de iarnă. Potrivit trailerului, premiera era planificată pentru 2 martie 2023.

## Distribuire
Drepturile de proiecție a filmului pentru difuzarea în țările din Orientul Mijlociu și Africa de Nord au fost achiziționate de compania MENA, care este un subdistribuitor al studiourilor Walt Disney. Koch Films a achiziționat drepturile pe teritoriul Germaniei și al țărilor de limbă germană. Monolith Films a devenit distribuitor în Polonia, în timp ce Cinemart în Cehia și Slovacia. ACME Film a fost distribuitor în Estonia, Letonia și Lituania, Cinemundo în Portugalia, Vertical în România, Ungaria și Bulgaria, iar compania Blitz a achiziționat drepturile de difuzare a filmului pe teritoriul Serbiei, Croației, Sloveniei, Macedoniei de Nord, Bosniei și Herțegovinei și Muntenegrului.

## Buget
În septembrie 2016, acest proiect a câștigat a noua competiție a Agenției de Film de Stat din Ucraina și a primit finanțare de stat în 24,5 miliarde de grivne. În decembrie a fost semnat acordul pentru 25% din primul buget pentru producția filmului. Până în acel moment, primul buget fusese estimat la 98.078.911 grivne. În vara anului 2020, Consiliul Sprijinului de Stat al Artei Cinematografice a aprobat majorarea bugetului proiectului de 1,9 ori. Studioul Animagrad și Agenția de Stat a Ucrainei pentru Cinema au semnat noul acord. În conformitate cu acest acord, suma finanțării de stat a fost de 25 milioane de grivne sau 13,35% din bugetul specificat.
Până în iulie 2021, bugetul total al filmului de animație Mavka. Zâna pădurii a fost estimat la 187.241.525 de grivne. Producția cinematografică a fost finanțată parțial de Agenția de Film de Stat din Ucraina. Luând în considerare toate schimbările, partea totală a participării statului la producția de film a fost de 49.519.728 de grivne sau 26,45%.

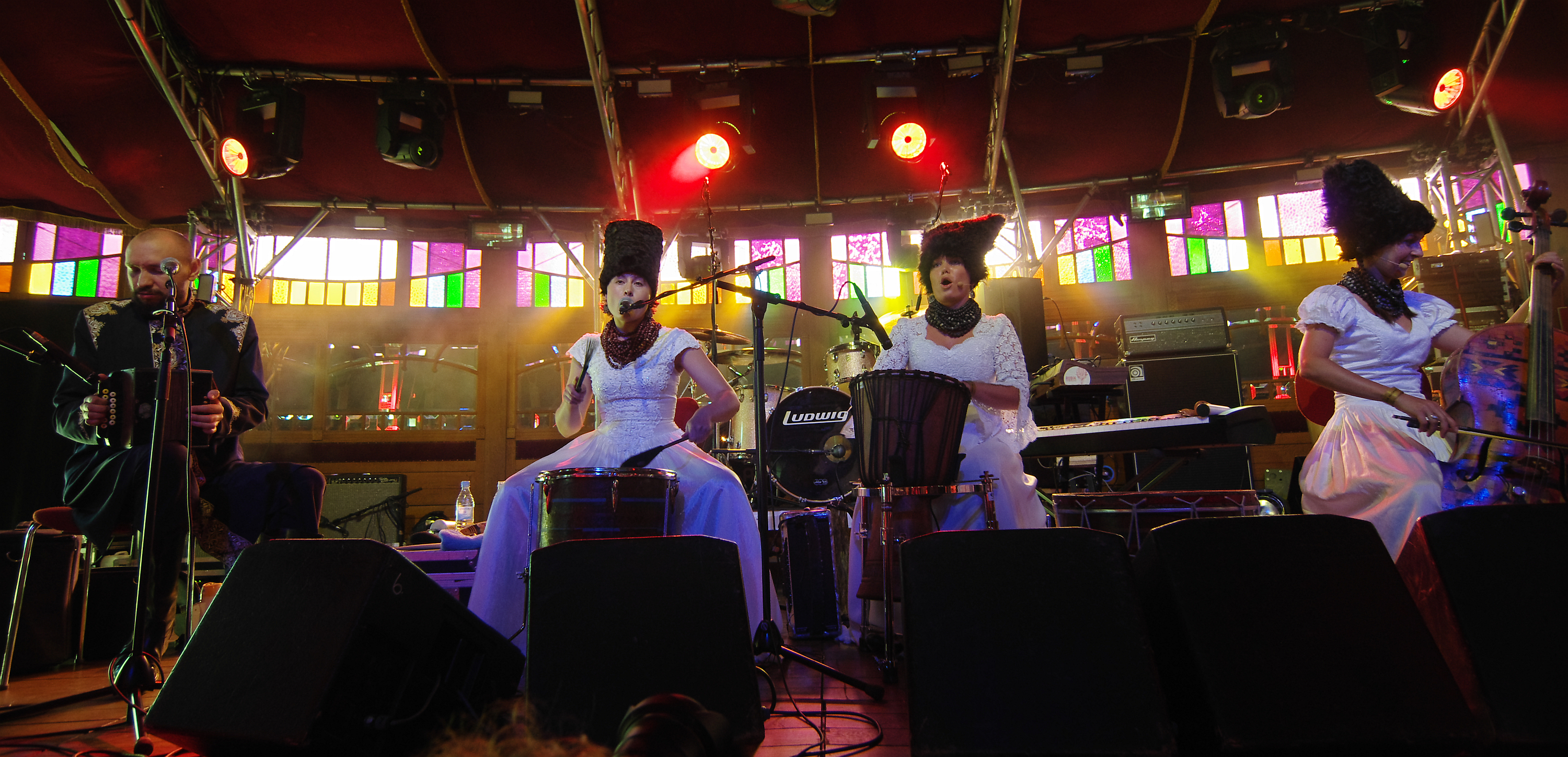
DakhaBrakha în 2013

## Coloana sonoră
Filmul a prezentat versiuni animate ale membrilor trupei ucrainene, DakhaBrakha iar coloana sonoră a fost formată din melodii compuse de această trupă  Echipa de producție a recreat elemente de dans și ritualuri autentice cu ajutorul experților de la Centrul Național de Cultură Populară al Muzeului Ivan Honchar. Secvența muzicală include o vesnyanka autentică („cântec popular de primăvară”) interpretată de DakhaBrakha, muzicienii nu doar creând muzica, ci și apărând în formă animată ca prietenii lui Lukas, muzicienii satului.
Artem Pyvovarov și Khrystyna Soloviy au prezentat videoclipul principal a filmului - „Mova Vitru” („Cântecul vântului”) de Ziua Îndrăgostiților în februarie 2023. Au realizat și versiunea în limba engleză a piesei, cu titlul „Song of the Wind”. În martie, Chrystyna Soloviy a prezentat și videoclipul celei de-a doua piese, „Lisova pisnia” sau „Pisnia Lisu” („Cântecul pădurii”).
Muzică de orchestră pentru film a fost prezentată de studioul „Animagrad” în mai 2023. Coloana sonoră a fost creată de echipa ucraineană-italiană. Echipa a fost formată din: orchestra simfonică „Virtuoșii Kievului”, Oksana Mukha și Maksym Berezhniuk, și italienii Dario Vero, Fabio Patriniani, Federico Solacco, Barbad Bayat și Fabricio De Karolis. Albumul cuprinde 49 de compoziții instrumentale.
Înregistrarea muzicală a avut loc în studioul „Forum Studios” din Roma. Colecția muzicală cuprinde diferite genuri, cum ar fi muzică clasică, populară, muzică pop și muzică originală ucraineană.

## Lansare
După șapte ani de producție, Mavka. Zâna pădurii a avut premiera în Ucraina pe 2 martie 2023 și a stabilit recorduri de box office în țară odată cu lansarea, depășind Avatar: Calea apei (2022) cu 189.048 de intrări. Timp de șase weekenduri, la cinema s-au vândut 1.011.735 de bilete pentru film. Timp de zece weekenduri, la cinema s-au vândut 1.144.522 de bilete pentru film.
Pe plan internațional, filmul a fost lansat pe mai multe piețe, peste 80 de țări achiziționând drepturi de distribuție. Peste 50 de țări și teritorii au stabilit date de lansare. Filmul a fost lansat în Franța pe 29 martie 2023, urmat de Țările de Jos pe 19 aprilie, Italia pe 20 aprilie, Portugalia pe 4 mai, Germania, Elveția și Austria pe 8 iunie, Polonia, Estonia, Letonia și Lituania pe 14 iunie și Vietnam pe 16 iunie.
În Statele Unite ale Americii, filmul a fost lansat pe DVD și descărcare digitală pe 15 august de către Shout! Factory. În noiembrie 2023, filmul a început să fie difuzat pe Hulu. În Regatul Unit, filmul a fost lansat pentru o perioadă limitată de timp pe 28 iulie.

## Proiecte conexe
Chiar înainte de lansarea oficială a filmului de animație, au apărut câteva proiecte conexe în diferite formate și pe diferite platforme. Astfel, „Mavka” a devenit brandul media care acoperea mai multe domenii de activitate. Creatorii filmului l-au numit „Universul Mavka”. Primele proiecte au fost colecția de rochii numită „MAVKA by NAVRO” a creatoarei de modă ucrainene Olha Navrocka, pandantivul „Mavka’s Amulet” al casei de bijuterii „OBERIG”, colecția de cărți de marcă a casei de publicații „Kyiv Book House”, tapiserii realizate manual de atelierul „Solomia” și aplicația AR dezvoltată de Signal Red.